# Învățarea mecanică

Un program de flashcards

Învățarea mecanică (sau învățarea pe de rost) este o tehnică de memorare bazată pe repetare. Metoda se bazează pe premisa că reamintirea materialului repetat devine mai rapidă cu cât se repetă mai mult. Unele dintre alternativele la învățarea pe de rost includ învățarea semnificativă, învățarea asociativă, repetarea distanțată și învățarea activă.

## Versus gândire critică
Învățarea pe de rost este utilizată pe scară largă în stăpânirea cunoștințelor fundamentale. Exemple de subiecte școlare în care învățarea pe de rost este frecvent utilizată includ fonica în citire, tabelul periodic în chimie, tabla înmulțirii în matematică, anatomia în medicină, cazurile sau legile în drept, formulele de bază în orice știință etc. Prin definiție, învățarea pe de rost evită înțelegerea, astfel încât, în sine, este un instrument ineficient în stăpânirea oricărui subiect complex la un nivel avansat. De exemplu, o ilustrare a învățării pe de rost poate fi observată în pregătirea rapidă pentru examene, o tehnică care poate fi denumită colocvial „toceală”.

Învățarea pe de rost este uneori denigrată prin termenii peiorativi papagal, regurgitare sau toceală, deoarece o persoană care se angajează în învățarea pe de rost poate da impresia greșită că a înțeles ceea ce a scris sau a spus. Este puternic descurajată de multe standarde curriculare noi. De exemplu, standardele de științe și matematică din Statele Unite ale Americii subliniază în mod specific importanța înțelegerii profunde față de simpla reamintire a faptelor, care este considerată a fi mai puțin importantă. Consiliul Național al Profesorilor de Matematică a declarat:
Mai mult ca oricând, matematica trebuie să includă stăpânirea conceptelor în loc de simpla memorare și urmărire a procedurilor. Mai mult ca oricând, matematica școlară trebuie să includă o înțelegere a modului de utilizare a tehnologiei pentru a ajunge la soluții semnificative la probleme, în loc de o atenție nesfârșită la o plictiseală computațională din ce în ce mai învechită.
Cu toate acestea, susținătorii educației tradiționale au criticat noile standarde americane, afirmând că acestea neglijează învățarea faptelor de bază și a aritmeticii elementare și înlocuiesc conținutul cu competențe bazate pe procese. În matematică și științe, se folosesc adesea metode pe de rost, de exemplu pentru memorarea formulelor. Înțelegerea este mai bună dacă elevii memorează o formulă prin exerciții care utilizează formula, mai degrabă decât prin repetarea pe de rost a formulei. Standardele mai noi recomandă adesea ca elevii să deducă singuri formulele pentru a obține cea mai bună înțelegere. Nimic nu este mai rapid decât învățarea pe de rost dacă o formulă trebuie învățată rapid pentru un test iminent, iar metodele pe de rost pot fi utile pentru memorarea unui fapt înțeles. Cu toate acestea, elevii care învață prin înțelegere sunt capabili să își transfere cunoștințele la sarcini care necesită rezolvarea de probleme cu mai mult succes decât cei care învață doar pe de rost.
Pe de altă parte, cei care nu sunt de acord cu filozofia bazată pe cercetare susțin că elevii trebuie mai întâi să-și dezvolte abilități de calcul înainte de a putea înțelege conceptele matematice. Acești oameni ar susține că timpul este mai bine petrecut exersând abilități decât în investigații, inventând alternative sau justificând mai mult de un răspuns sau o metodă corectă. În acest punct de vedere, estimarea răspunsurilor este insuficientă și, de fapt, este considerată ca fiind dependentă de abilități fundamentale puternice. Învățarea conceptelor abstracte ale matematicii este percepută ca depinzând de o bază solidă de cunoaștere a instrumentelor disciplinei. Astfel, aceste persoane cred că învățarea pe de rost este o parte importantă a procesului de învățare.

## În informatică
Învățarea pe de rost este, de asemenea, utilizată pentru a descrie un model simplu de învățare utilizat în învățarea automată, deși nu implică repetarea, spre deosebire de sensul obișnuit al învățării pe de rost. Mașina este programată să păstreze un istoric al calculelor și să compare o nouă intrare cu istoricul său de intrări și ieșiri, recuperând ieșirea stocată dacă este prezentă. Acest model necesită ca mașina să poată fi modelată ca o funcție pură — care produce întotdeauna aceeași ieșire pentru aceeași intrare — și poate fi descrisă formal după cum urmează:
f( {\displaystyle \ x_{1},x_{2},...,x_{n}} ) → ( {\displaystyle \ y_{1},y_{2},...,y_{p}} ) → stocare (( {\displaystyle \ x_{1},x_{2},...,x_{n}} ),( {\displaystyle \ y_{1},y_{2},...,y_{p}} ))
Învățarea pe de rost a fost utilizată de Samuel 's Checkers pe un IBM 701⁠(d), o piatră de hotar în utilizarea inteligenței artificiale.

## Metode de învățare pentru școală
Flashcard-ul⁠(d), schița și dispozitivul mnemonic sunt instrumente tradiționale de memorare a materialului de curs și sunt exemple de învățare pe de rost.